# Préfecture apostolique des îles Malouines
La préfecture apostolique des îles Malouines (en latin : Praefectura Apostolica de Insulis Falkland seu Malvinis ; en anglais : Apostolic Prefecture of the Falkland Islands) est une préfecture apostolique de l'Église catholique sur les îles Malouines directement soumise au Saint-Siège.

## Territoire
La préfecture apostolique couvre l'intégralité des îles Malouines qui est un territoire britannique d'outre-mer. Sa superficie est de 12 173 km2 avec l'église Sainte Marie de Port Stanley comme unique paroisse qui joue le rôle de pro-cathédrale.

## Histoire
La préfecture apostolique est érigée le 10 janvier 1952 par la constitution apostolique In Nostris du pape Pie XII. Auparavant les îles appartenait au vicariat apostolique de Magellan-îles Malouines. Le 27 janvier 1947, le vicariat apostolique devient le diocèse de Punta Arenas avec la constitution apostolique Ut in amplissimo de Pie XII, qui exclut les îles Falkland ou Malvinas du territoire du nouveau diocèse, en vue de l'érection de sa propre circonscription ecclésiastique.
Depuis le 1er octobre 1986, le préfet apostolique est également supérieur de la mission sui juris de Sainte-Hélène, Ascension et Tristan da Cunha.

## Prélats
- James Ireland, M.H.M. (28 mars 1952 à 1973)
- Daniel Martin Spraggon, M.H.M (7 mai 1973 au 27 septembre 1985)
- Anton Agreiter, M.H.M (1er octobre 1986 au 9 août 2002)
- Michael Bernard McPartland, S.M.A (9 août 2002 au 26 octobre 2016) 
  - Hugh Allan, O. Praem (2016-2024) administrateur apostolique[4],[5].
  - Tom Thomas Pattasseril, I.C. (2024- ) administrateur apostolique